# Muhtarophis barani
Genre
Espèce
Synonymes
- Rhynchocalamus barani Olgun, Avcı, Ilgaz, Üzüm & Yılmaz, 2007

Statut de conservation UICN

 DD  : Données insuffisantes
Muhtarophis barani, unique représentant du genre Muhtarophis, est une espèce de serpents de la famille des Colubridae.

## Répartition
Cette espèce est endémique de la province de Hatay en Turquie. Elle se rencontre vers 1 310 m d'altitude dans les monts Nur.

## Étymologie
Cette espèce est nommée en l'honneur de l'herpétologiste turc İbrahim Baran.
Ce genre est nommé en l'honneur de l'herpétologiste turc Muhtar Başoğlu.

## Publications originales
- Avcı, Ilgaz, Rajabizadeh, Yılmaz, Üzüm, Adriaens, Kumlutaş & Olgun, 2015 : Molecular Phylogeny and Micro CT-Scanning Revealed Extreme Cryptic Biodiversity in Kukri Snake, Muhtarophis gen. nov., a New Genus for Rhynchocalamus barani (Serpentes: Colubridae). Russian Journal of Herpetology, vol. 22, no 3, p. 159-174.
- Olgun, Avcı, Ilgaz, Üzüm & Yılmaz, 2007 : A new species of Rhynchocalamus (Reptilia: Serpentes: Colubridae) from Turkey. Zootaxa, no 1399, p. 57–68.